# Comuna Vindeln
Vindeln (Vindelns kommun) este o comună din comitatul Västerbottens län, Suedia, cu o populație de 5.344 locuitori (2013).

## Geografie

### Zone urbane
Lista celor mai mari zone urbane din comună (anul 2015) conform Biroului Central de Statistică al Suediei:
| Nr | Zona urbană | Pop.  |
| -- | ----------- | ----- |
| 1  | Vindeln     | 2.403 |
| 2  | Tvärålund   | 338   |
| 3  | Hällnäs     | 230   |
| 4  | Granö       | 211   |

## Demografie
| \| Evoluția demografică în comuna Vindeln, 1970–2015 \| Evoluția demografică în comuna Vindeln, 1970–2015 \| Evoluția demografică în comuna Vindeln, 1970–2015 \| Evoluția demografică în comuna Vindeln, 1970–2015 \| Evoluția demografică în comuna Vindeln, 1970–2015 \| \| ----------------------------------------------------------------------------------------------------- \| ------------------------------------------------- \| ------------------------------------------------- \| ------------------------------------------------- \| ------------------------------------------------- \| \| An \| \| \| Locuitori \| \| \| 1970 \| 1970 \| \| 7621 \| 7621 \| \| 1975 \| 1975 \| \| 7153 \| 7153 \| \| 1980 \| 1980 \| \| 7101 \| 7101 \| \| 1985 \| 1985 \| \| 6636 \| 6636 \| \| 1990 \| 1990 \| \| 6661 \| 6661 \| \| 1995 \| 1995 \| \| 6451 \| 6451 \| \| 2000 \| 2000 \| \| 6074 \| 6074 \| \| 2005 \| 2005 \| \| 5752 \| 5752 \| \| 2010 \| 2010 \| \| 5507 \| 5507 \| \| 2015 \| 2015 \| \| 5371 \| 5371 \| \| Sursa: SCB - Statistika Centralbyrån, Folkmängd efter region, civilstånd, ålder och kön. År 1968–2016 \| \| \| \| \| |      |  |           |      |
| Evoluția demografică în comuna Vindeln, 1970–2015 |      |  |           |      |
| An |      |  | Locuitori |      |
| 1970 | 1970 |  | 7621      | 7621 |
| 1975 | 1975 |  | 7153      | 7153 |
| 1980 | 1980 |  | 7101      | 7101 |
| 1985 | 1985 |  | 6636      | 6636 |
| 1990 | 1990 |  | 6661      | 6661 |
| 1995 | 1995 |  | 6451      | 6451 |
| 2000 | 2000 |  | 6074      | 6074 |
| 2005 | 2005 |  | 5752      | 5752 |
| 2010 | 2010 |  | 5507      | 5507 |
| 2015 | 2015 |  | 5371      | 5371 |
| Sursa: SCB - Statistika Centralbyrån, Folkmängd efter region, civilstånd, ålder och kön. År 1968–2016 |      |  |           |      |